# Julus dubius
Julus dubius är en mångfotingart som beskrevs av Brandt 1841. Julus dubius ingår i släktet Julus och familjen kejsardubbelfotingar. Inga underarter finns listade i Catalogue of Life.